# Убийство Лакуана Макдональда
Убийство Лакуа́на Макдо́нальда, 17-летнего чернокожего американца, произошло 20 октября 2014 года в Чикаго. Макдональд был застрелен полицейским Джейсоном ван Дайком, который произвёл 16 выстрелов в течение 15 секунд.

## Информация об участниках события

### Джейсон ван Дайк
Родился в 1978 году в селе Хинсдейл, Иллинойс, где окончил школу в 1996 году. Получил степень бакалавра в области криминальной юстиции в университете Сэнт Хавьера (англ.) в Чикаго.
Опыт работы в полиции на момент происшествия составлял 14 лет. Женат, двое детей, оклад в районе 78 000 долларов США. Имел на своём счету как минимум двадцать жалоб, за которыми, однако, не последовало каких-либо дисциплинарных взысканий.

### Лакуан Макдональд
Родился в 1997 году в Чикаго.

## Ход событий
Около 22:00 была вызвана полиция — с целью проверки Макдональда, который, согласно донесению, находился в районе 41-й улицы и имел при себе нож.

## Последствия
25 ноября 2015 года ван Дайку было предъявлено обвинение в убийстве первой степени. Он содержался под стражей без права выхода на свободу под залог, но 30 ноября 2015 года залог было разрешено внести, и ван Дайк был отпущен. Срок лишения свободы в случае обвинительного приговора будет составлять от 20 лет до пожизненного заключения.
19 января 2019 года Джейсон ван Дайк был приговорён к 6 годам 9 месяцам тюремного заключения.